# Luchtenburg (Zevenbergen)
Luchtenburg is de naam van een huis aan Markt 23 te Zevenbergen.
Het huis werd gebouwd vóór 1483. De schriftelijke vermelding in dat jaar spreekt van: dat huys van Luchtenborch, mit zijn erve ende toebehoren, staande binnen Zevenbergen, 't welc ic gecoft ende getimmert hebbe, ende den hoff ende boomgaert, die daer an die zuytside an leet, gaende totten graft van den castele toe, 't welc der luden erve plach te wesen. Deze "luden" waren de Heren van Zevenbergen, in 1483 was dat Arnold van Zevenbergen. Het huis werd als neerhof toegevoegd aan Kasteel Zevenbergen.
Het huis werd door de Van Zevenbergens gewoonlijk verpacht. In de schuur van het huis bevond zich de stadswaag. In 1559 kwam het huis aan het Huis Arenberg, en in 1648 werd het eigendom van Amalia van Solms en daarmee aan het Huis van Oranje. De Oranjes verkochten het in de loop van de 18e eeuw, en in 1782 werd het gekocht door Ignatius Breda, die drossaard van Zevenbergen was. Deze vluchtte in 1794 naar Friesland en diens weduwe, Sophia Clara de Wit verkocht het huis aan het gemeentebestuur, die er een school inrichtte.  
In 1511 vond een verbouwing plaats, waarbij het dak met pannen werd gedekt. Ook in 1522 werd het huis verbouwd, terwijl in 1526 opnieuw herstel nodig was, nu vanwege stormschade.
In 1573 werd Kasteel Zevenbergen ingenomen door een troep Geuzen die onder leiding stond van kolonel Van Dorp. Deze gaf opdracht om het huis Luchtenburg, inclusief de schuur en de waag, af te breken en het kasteel in brand te steken. Het huis werd echter in 1577 weer herbouwd. Ook in 1601 en 1704 volgden er restauraties. Van 1804-1956 werd het huis gebruikt als school. Tegenwoordig is het een makelaarskantoor. Het huis is geheel ingebouwd. Het bovenlicht van de voordeur wordt nog gesierd met een medaillon waarop de naam Sint-Josephschool prijkt, alsmede een portret van de heilige.

## Externe bron
- Dit kasteel op de website Nederlandse Middeleeuwse Kastelen